# جبل الطلح (ريمة)
جبل الطلح هي إحدى قرى مديرية كسمة بمحافظة ريمة اليمنية، بلغ تعداد سكانها 2472 نسمة حسب إحصاء اليمن لعام 2004.